# Friedrich Theodor von Criegern
Friedrich Theodor von Criegern (* 8. Juni 1801 in Thumitz; † 19. April 1870 in Bautzen) war ein sächsischer Jurist und Politiker.

## Leben
Friedrich Theodor war ein Sohn des Rittergutsbesitzers Friedrich Christian von Criegern († 1831) auf Thumitz und seiner Ehefrau Dorothea Christiane Böhmer († 1834). Der Vater war Gegenhändler beim Markgraftum Oberlausitz und ab 1821 Rat bei der Oberamtsregierung in Budissin.
Nach einem Studium der Rechtswissenschaften trat Criegern in eine juristische Karriere ein. 1828 ist er als Referendar der Oberamtsregierung in Budissin nachweisbar, 1837 als Appellationsrat und 1842 als Oberappellationsrat in Dresden nachweisbar. Am 5. März 1832 wurde er mit dem väterlichen Rittergut Thumitz beliehen. 1851 wurde er zum Präsidenten des Appellationsgericht Bautzen ernannt. Er war Mitglied des sächsischen Staatsgerichtshofs.
Auf den Landtagen 1839/40 und 1842/44 war Criegern stellvertretender Abgeordneter der Rittergutsbesitzer der Oberlausitz in der II. Kammer des Sächsischen Landtags. Anschließend vertrat er auf den Landtagen 1845/46 und 1847 die Schönburgischen Rezessherrschaften in der I. Landtagskammer. Als Vertreter der Rittergutsbesitzer der Oberlausitz gehörte ab dem Landtag 1848 bis zum Landtag 1866/68 – mit einer kurzen Unterbrechung im Revolutionsjahr 1849 – wiederum der II. Landtagskammer an. Von 1850/51 bis 1859 bekleidete er das Amt des Vizepräsidenten der Kammer.
Ihm wurde 1860 das Komturkreuz 2. Klasse des sächsischen Zivilverdienstordens verliehen. Criegern starb im April 1870 in Bautzen.
Friedrich von Criegern war zweimal verheiratet, zunächst mit Konstanze Juliane Nehrhoff von Holderberg († 1834), dann seit 1836 mit ihrer jüngeren Schwester Juliane Luise († 1886). Aus zweiter Ehe stammen u. a. die Söhne Hans († 1926), er wurde Fideikommissherr auf Thumnitz, und Otto († 1903), kgl. sächs. Hauptmann a. D. Der jüngste Sohn Georg von Criegern war zuletzt kgl. sächs. Kammerherr und Generalleutnant sowie Rechtsritter des Johanniterordens. Zu den jüngeren Nachfahren des Friedrich von Criegern gehören auch Axel von Criegern und Friederike von Criegern.